# Пам'ятник Нізамі Гянджеві (Баку)
Пам'ятник Нізамі Гянджеві (азерб. Nizami Gəncəvinin heykəli Nizami Gəncəvinin heykəli) — пам'ятник видатному поету Нізамі Гянджеві, розташований в Баку, в парку імені Нізамі, на перетині вулиць Істіглалійат, Ахмеда Джавада, Азербайджан та Іслама Сафарлі. Відкриття пам'ятника відбулося у квітні 1949 року. Скульптор пам'ятника — народний художник Азербайджану Фуад Абдурахманов, архітектори — Садихов Дадашев і Мікаель Усейнов.
Пам'ятник являє собою бронзову 6-метрову статую, встановлену на 9-метровому восьмигранному п'єдесталі. П'єдестал з червоного лабрадора, в його обробці застосовані елементи азербайджанської архітектури епохи Нізамі. На нижній частині п'єдесталу є орнаментальне різьблення і облицювані бронзові плити. На семи плитах — сцени з творів Нізамі, на одній — меморіальний напис.

## Барельєфи на пам'ятнику

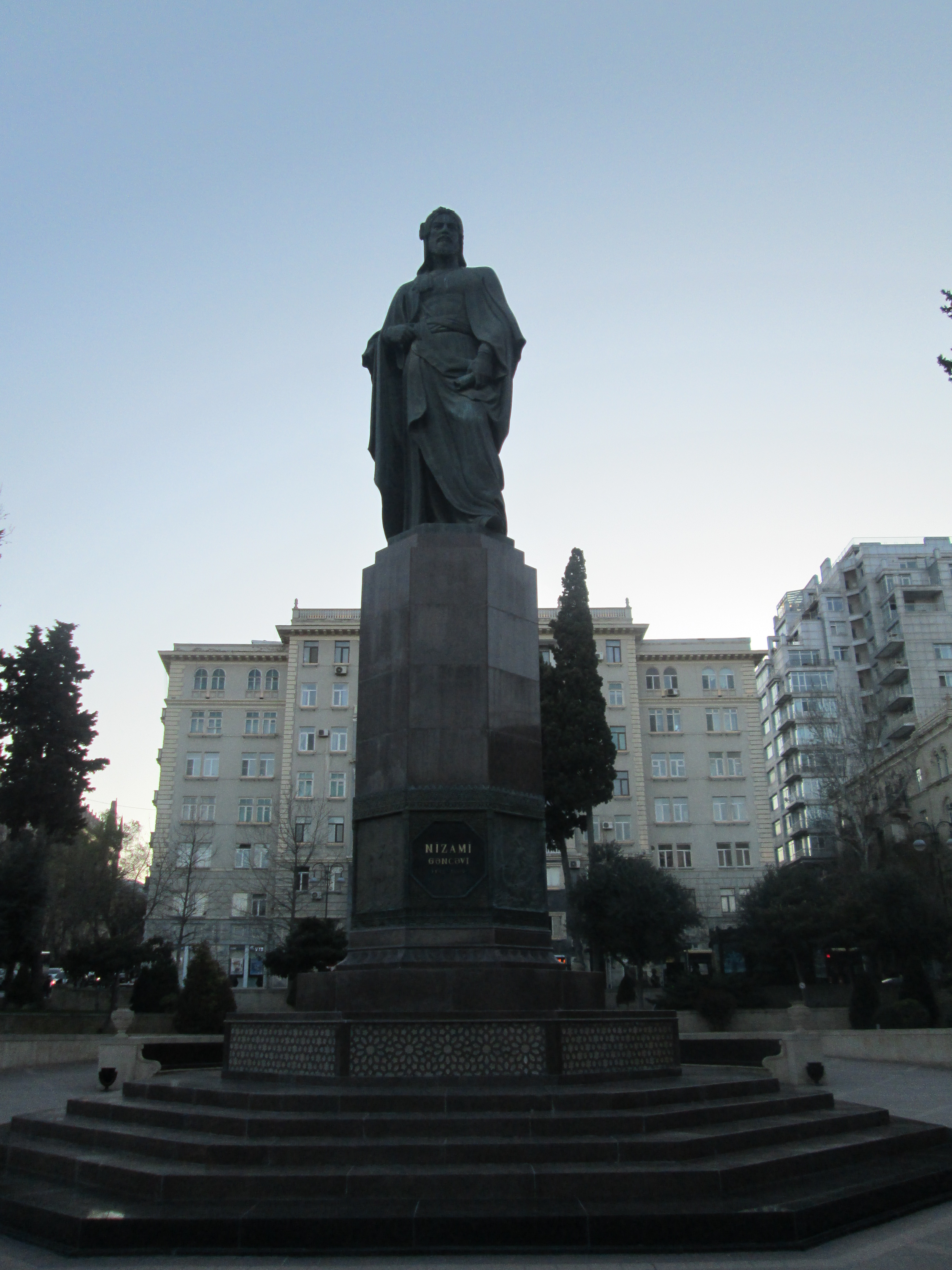
Ще одне зображення пам'ятника

На пам'ятнику викарбувано сім барельєфів, що зображують героїв п'яти поем («Хамсі») Нізамі Гянджеві. Серед них — Нушеріван, який слухає розмову сов («Скарбниця таємниць»), Фархад, що прокладає дорогу через гору Бісітун («Хосров і Ширін»), Лейлі і Меджнун, учні в школі («Лейлі і Меджнун»), що вбиває дракона Бахрам Гур («Сім красунь»), Іскандер на прийомі у цариці Нушабе («Іскандер-наме») та ін. Барельєфи виконані скульптором А. Хрюновим за ескізами художника Газанфара Халикова і розташовані на семи гранях, по боках від бронзової дошки з ім'ям поета.